# Tebing (Tebing)
Tebing is een bestuurslaag in het regentschap Karimun van de provincie Riau-archipel, Indonesië. Tebing telt 47.38 inwoners (volkstelling 2010).